# Alfred Naccache
Pour les articles homonymes, voir Naccache.
Ne doit pas être confondu avec Alfred Nakache.
Alfred Naccache (1888-1978) est un homme d'État libanais ; il occupe les postes de Premier ministre et de Président de la République durant le mandat français au Liban.
Il est nommé président de la République en 1941, à la suite de la démission de son prédécesseur Émile Eddé.
Personnalité maronite, une rue de Beyrouth porte aujourd’hui son nom.